# Теренций (трибун 54 пр.н.е.)
Теренций (на латински: Terentius) e политик на късната Римска република. Произлиза от фамилията Теренции.
През 54 пр.н.е. той е народен трибун. Консули тази година са Апий Клавдий Пулхер и Луций Домиций Ахенобарб.